# Amy Benkenstein
Amy Benkenstein (Berlín, 27 de novembre de 1990) és una actriu alemanya d'origen georgià. Coneguda per la seva aparició a la sèrie del canal RTL Television La casa dels somnis emesa per TV3.

## Biografia
Va créixer al districte berlinès de Buch i del del 2012 al 2016 va estudiar a l'Acadèmia d'Art Dramàtic Ernst Busch. Durant els seus estudis va actuar al Teatre Alemany de Berlín i al Theater an der Parkaue. Va fer el debut televisiu el 2018 en l'adaptació de la novel·la de Lutz Seiler Kruso, dirigida per Thomas Stuber.

## Filmografia

### Televisió
- 2017. Kruso
- 2018. Harter Brocken - Der Geheimcode
- 2019. Cleo
- 2019. Comissari Dupin - Llegat bretó
- 2019. Das vergessene Dorf - Cora Steins erster Fall
- 2019. In aller Freundschaft
- 2019. The Jog
- 2020. Polizeiruf 110 - Der Verurteilte
- 2020. Kroymann
- 2021. La casa dels somnis
- 2021. SOKO Wismar
- 2021. Dawn
- 2022. Helgoland 513

## Teatre
- 2015. Die Rätselprinzessin, Theater Rostock
- 2015. Caligula, Studiotheater Berlin
- 2015. Parsival und Anima, Studiotheater Berlin
- 2015. Als das Meer einer Einladung nachzukommen durchaus, Deutsches Theater Berlin
- 2016 - 2017. AFFE. Ein Trip mit den Songs von Peter Fox, Neuköllner Oper Berlin
- 2016. German Love Letter, Theater Graz
- 2016. Das Krankenhaus am Rande der Stadt, Theater Graz
- 2016. Nichts tun/Florian Hein: Es geht nur um mich, Studiotheater Berlin
- 2016. Moby Dick, Theater Leverkusen i Theater an der Parkaue Berlin
- 2017. Die Prüfung und Einschätzung..., Studiotheater Berlin
- 2018. FATZERAPPARAT. Arbeitsphase 2: Anatomie, Literaturforum im Brecht-Haus
- 2019. Herbststück 89, Theater Quartier Halle
- 2020. Epilog Krieg und Frieden, Epilog Krieg und Frieden